# Ostorhinchus leslie
Ostorhinchus leslie és una espècie de peix pertanyent a la família dels apogònids.

## Descripció
- Pot arribar a fer 4,9 cm de llargària màxima.
- 8 espines i 9 radis tous a l'aleta dorsal i 2 espines i 8 radis tous a l'anal.
- 14 radis a l'aleta pectoral.
- 24 escates a la línia lateral.[5][6]

## Hàbitat
És un peix marí, associat als esculls i de clima tropical que viu fins als 12 m de fondària.

## Distribució geogràfica
Es troba al Pacífic central: Vanuatu i la Samoa Nord-americana.

## Observacions
És inofensiu per als humans.